# Wallaba albipalpis
Wallaba albipalpis är en spindelart som först beskrevs av Peckham, Peckham 1991.  Wallaba albipalpis ingår i släktet Wallaba och familjen hoppspindlar. Inga underarter finns listade i Catalogue of Life.